# Район Конан (Йокогама)
35°24′2″ пн. ш. 139°35′29″ сх. д. / 35.40056° пн. ш. 139.59139° сх. д.
Райо́н Ко́нан (яп. 港南区, こうなんく, МФА: [koːnan ku̥], «Південнопортовий район») — район міста Йокогама префектури Канаґава в Японії. Станом на 1 квітня 2009 площа району становила 19,87 км². Станом на 1 липня 2011 населення району становило 220 852 осіб.